# Havilah
Pour les articles homonymes, voir Havila (homonymie).

Havilah est le titre d'un pays mentionné dans le deuxième chapitre du livre biblique de la Genèse, où il est dit qu'il traversé par le Pishon, l'un des quatre fleuves qui arrose l'Éden (Gn 2,11). D'après le verset suivant (Gn 2,12) : L’or de ce pays est pur ; on y trouve aussi le bdellium et la pierre d’Onyx (יב וזהב הארץ ההוא טוב שם הבדלח ואבן השהם).
Il existe d'autres orthographes pour ce mot : Havila,  Havvilah, Hawila…

## Hypothèses de localisation
Il y a eu beaucoup d'hypothèses sur la localisation de la terre de Havilah. Le plus vraisemblable, est qu'il s'agirait du "champ d'or Pontique", le pays de Colchide, une province d'Asie, voisine du pays de Pont (au nord de l'actuelle Turquie). Ce champ est aussi probablement un des emplacements de la mythologie où Jason et les Argonautes ont cherché la Toison d'or. En effet, l'histoire parle des mineurs des alluvions qui utilisaient les toisons de moutons pour attraper l'or dans leurs écluses brutes.
Une autre hypothèse est que Havilah soit le Nord-Ouest du Yémen.  ( À préciser car d'autres sources localisent HAVILAH en Afrique Sub-saharienne )